# Cheval limousin
Vous lisez un « article de qualité » labellisé en 2013.
Le cheval limousin est une ancienne race chevaline de selle, originaire de la région française du Limousin et désormais disparue. Cheval de luxe de taille moyenne et de type montagnard, assez proche du Barbe. il est élevé au moins depuis le XIIe siècle. Il possède une grande réputation jusqu'à l'époque de la Révolution française, en particulier durant le Grand Siècle, où il remonte les armées de Louis XIV. La Guérinière et Buffon le considèrent, en leur temps, comme le meilleur cheval de France.
Très apprécié pour la chasse, il est également une excellente monture de manège, dont l'élevage est principalement aux mains de nobles, de bourgeois, et du haras de Pompadour. Ses bons services militaires entraînent de fréquentes réquisitions sous la République et le Premier Empire, en particulier pour la guerre de Vendée et les différentes guerres napoléoniennes, ce qui cause une raréfaction de la race. Croisé à l'Arabe et au Pur-sang durant le XIXe siècle, puis reconverti dans les courses hippiques, le cheval limousin disparaît à l'orée du XXe siècle, en particulier sous l'influence de l'Anglo-arabe.

## Histoire

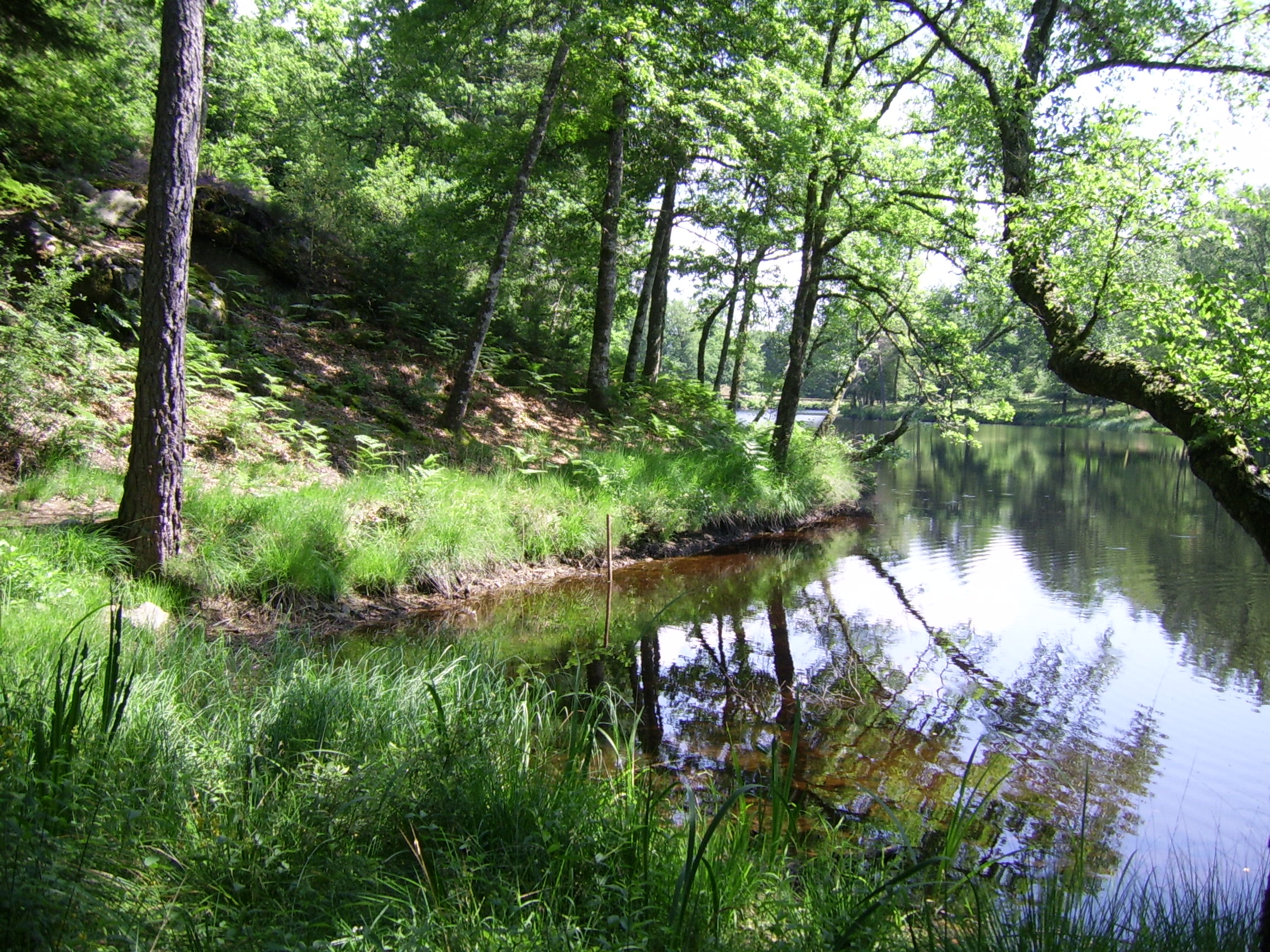
Paysage typique du Limousin : étang, forêt et végétation.

Le Limousin est une région favorable à l'élevage, grâce à la pousse abondante de l'herbe. Celui des chevaux est surtout l'apanage des nobles. Selon l'historien Daniel Roche, bien que le cheval local soit antérieur à la notion de « race », il est suffisamment bien défini par différents spécialistes pour être désigné comme tel. Roche ajoute que, de toutes les régions françaises, « c'est le Limousin qui incarne le mieux le destin des chevaux de montagne et qui fait entrer leur élevage dans la légende ».

### Origine
Le cheval limousin est à la fois ancien et très réputé comme cheval de selle. La présence du cheval en Limousin est possible depuis l'Antiquité, comme le prouve la stèle de la déesse Épona retrouvée à Jabreilles-les-Bordes. Effectivement, au siège d'Alésia par Jules César, les renforts Lemovices commandé par leur roi Sédulix qui tente de rompre l'encerclement de la ville par les Romains sont montés. Le Limousin est déjà une cité gauloise réputée pour son élevage de chevaux.
L'existence de cet élevage est toutefois documentée essentiellement du Moyen Âge jusqu'au XIXe siècle. Il s'adapte aux demandes de chaque époque et son prestige n'est quasiment jamais remis en cause. Le cheval limousin pourrait être influencé par des croisements avec les chevaux « Arabe » et Barbe ramenés des croisades et de l'Espagne vers le Limousin, de nombreuses sources médiévales attestant de l'arrivée de chevaux orientaux dans la région. Toutefois, il n'existe aucune information fiable concernant les lieux dans lesquels ces animaux étaient élevés, ni pour attester la croyance populaire répandue selon laquelle ils proviennent de chevaux confisqués par Charles Martel aux armées arabes, ou récupérés après les invasions arabes (ce récit populaire est entre autres rapporté par Eugène Gayot, Alexandre-Bernard Vallon et André Sanson).

### Moyen Âge
En 506, l'évêque Ruricius de Limoges envoie une lettre à celui de Nîmes, dans laquelle il lui décrit la monture qu'il lui offre dans des termes flatteurs. L'évêque de Nîmes lui répond que l'animal ne répond pas du tout à ses attentes. Cet échange épistolaire ne permet pas de conclure à l'existence d'un élevage dans le Limousin à l'époque. Les chroniques, cartulaires et la littérature courtoise des XIe siècle et XIIe siècle font état d'échanges de chevaux de selle de valeur, celle de la moitié d'un petit domaine. En 1063, le vicomte d'Adémar, propriétaire de l'abbaye Saint-Martial de Limoges, la cède à l'ordre de Cluny en échange, entre autres, d'un cheval d'une valeur de « mille écus ». En 1153, l'échange d'un cheval du Limousin contre cinq serfs laisse à supposer que la région fait naître des montures de luxe.
La Chanson d'Antioche, rédigée sur demande de l’évêque de Limoges à propos de la bataille d'Antioche, mentionne des destriers et chevaux intelligents, habiles et vifs. Quelques chevaux sont cités dans les biographies des troubadours du XIIIe siècle, particulièrement par Bertran de Born. Prieurés et établissements religieux du Limousin en acquièrent et en détiennent, sans doute pour le transport des moines et des marchandises. Les croisades permettent aux nobles de la région de s'emparer de chevaux turcs, à la fin du XIe siècle. Par ailleurs, les hippologues du XIXe siècle estiment que c'est à l'influence de chevaux ramenés d'Orient (et en particulier des croisades) que la race du limousin doit son caractère et sa morphologie.
Quand arrive la fin du Moyen Âge, les chevaux du Limousin ne sont plus seulement aux mains des aristocrates, mais plutôt possédés par des bourgeois, ce qui atteste d'une extension de leur emploi. Ils restent, en revanche, absents dans les campagnes. Au XIVe siècle, un cheval limousin se vend en moyenne quatre livres et demi, avec de grandes variations de prix. La valeur a nettement diminué depuis le XIIe siècle, ce qui permet à des populations moins riches d'en acquérir. C'est certainement une conséquence des guerres, qui en ont développé l'élevage.

### Temps modernes
Un grand nombre d'auteurs considèrent le cheval limousin, du XVIe siècle au XIXe siècle, comme le meilleur cheval de selle qui soit en France, allant même à le voir comme supérieur aux meilleures races européennes.

« Les meilleurs chevaux de selle viennent du Limousin, ils ressemblent assez aux Barbes et sont comme eux excellents pour la chasse [...]. »

— Georges-Louis Leclerc de Buffon, Histoire naturelle
Les nobles établissent plusieurs haras dans la région. Le cheval limousin obtient une haute réputation en raison de son allure distinguée et de son liant, qui en fait la monture favorite de la cour et des seigneurs. Le roi Henri IV acquiert un étalon limousin pour un prix très important, en 1603. Le célèbre écuyer Antoine de Pluvinel (1555-1620) considère lui-même les chevaux du Limousin comme excellents par leur beauté et leur bonté. Jérôme de Pontchartrain ajoute que ce sont les plus beaux et plus fins chevaux de France, un avis que rejoint le comte de Buffon. Cet avis sur le cheval limousin est partagé en dehors du pays, puisque le directeur de l'école vétérinaire de Turin et l'agronome anglais Arthur Young (Le 5 juin 1787) déclarent sans hésitation que le Limousin est la meilleure race de chevaux de selle française, ce dernier précisant qu'il soutient la comparaison avec le Pur-sang.

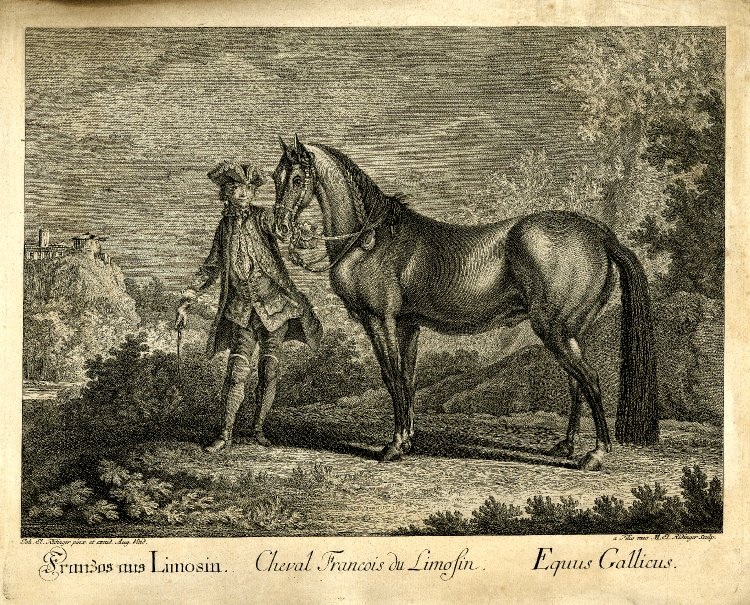
Un cheval limousin vu par Johann Elias Ridinger au XVIIIe siècle.

L'établissement des haras nationaux par Jean-Baptiste Colbert entraîne l'arrivée d'étalons étrangers dans le Limousin. En 1717, le règlement très contraignant pour les éleveurs locaux, en faveur des garde-étalons royaux, réduit l'élevage du cheval jusqu'au milieu du XVIIIe siècle. Les garde-étalons sont chargés de veiller à la qualité de l'élevage local. Au milieu du XVIIIe siècle, les trois quarts de ces chevaux appartiennent au clergé, à la noblesse ou à la bourgeoisie. Les rares paysans qui en détiennent figurent parmi les plus riches. Parallèlement, l’état de la race est parfois jugé négativement, peut-être en raison d'essais de croisements peu réussis pour augmenter sa taille : un éleveur limousin écrit vers 1836 que « de ces sangs différents, arabe, anglais, espagnol même, il résulta une confusion par suite de laquelle la race limousine perdit son caractère et n'eut plus sa pureté ».
Le maréchal de Turenne est réputé pour avoir possédé une jument limousine nommée « Pie », qui aurait participé à vingt batailles. Dans les années 1760, le haras de Pompadour devient le plus grand dépôt d'étalons du Limousin. Il reçoit des Pur-sangs dès la décennie suivante, et un grand nombre d'étalons arabes qui influencent la race limousine, également croisée à des chevaux espagnols, ce qui tend à la modifier. Durant les vingt dernières années de l’Ancien Régime, l’action du haras de Pompadour est favorablement accueillie, ses chevaux sont réputés excellents et très résistants.
Selon Éphrem Houël, le cheval limousin atteint son apogée à la fin du règne de Louis XV, où une centaine d'éleveurs le font naître. D'après Bourgelat (en 1770), la race a perdu ses caractères distinctifs. Quoi qu'il en soit, durant la dernière décennie du XVIIIe siècle, la concurrence du mulet (vendu plus cher) et les troubles de la Révolution française en réduisent un peu l'élevage. Les guerres napoléoniennes entraînent une forte demande.
Tous les spécialistes sont unanimes pour dire que la Révolution française est un désastre pour le cheval limousin. Le haras de Pompadour est fermé et ses animaux dispersés, tandis qu'un grand nombre de bons chevaux sont réquisitionnés à partir de 1790 dans la région, pour soutenir la guerre de Vendée. Pendant la République et le Premier Empire, le Limousin fournit un bon nombre de chevaux de troupe de cavalerie.

### XIXesiècle

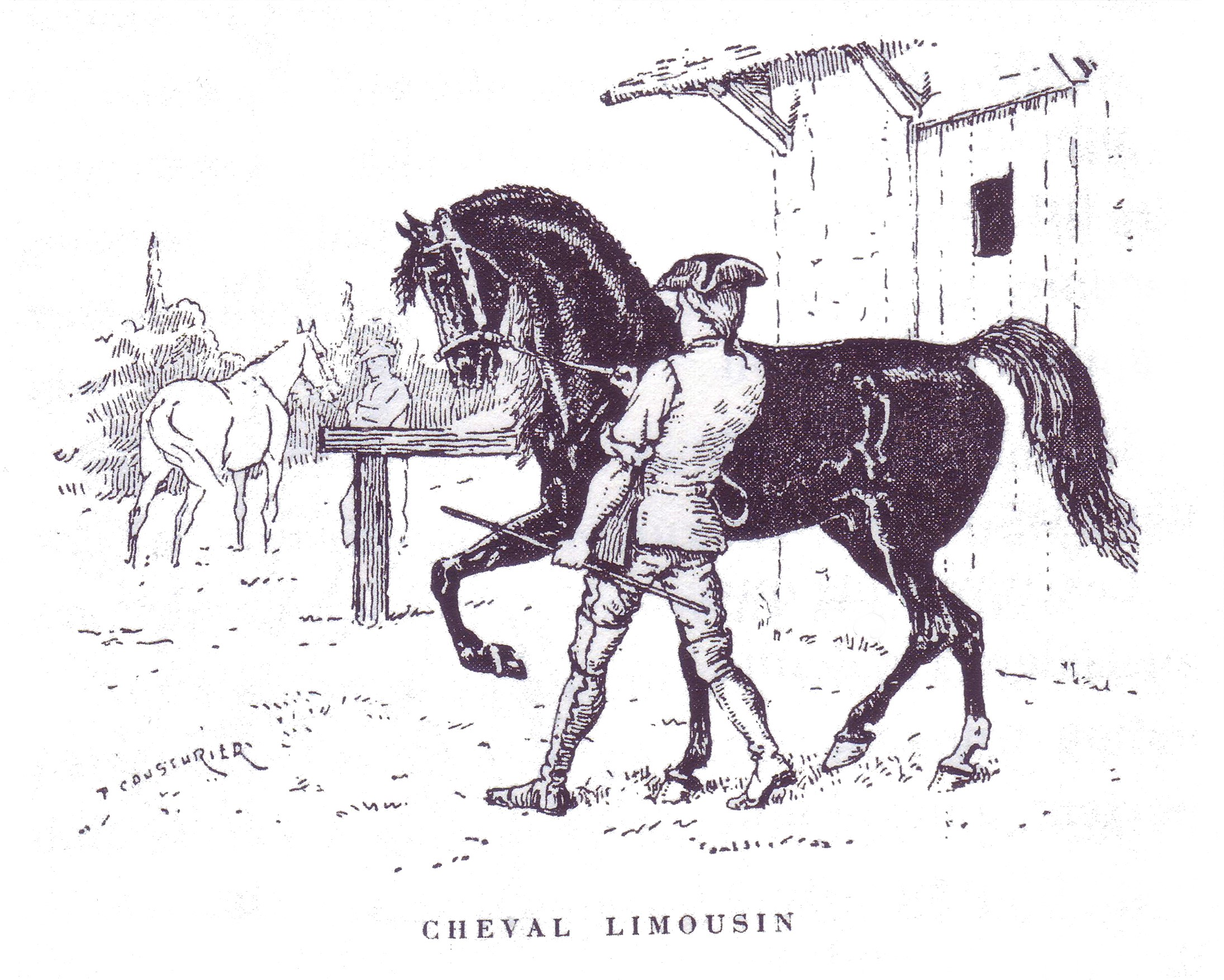
Gravure d'un cheval limousin, en 1898.

Après 1800, la peur de nouvelles réquisitions met un frein à l'élevage. En 1806, la réouverture du haras de Pompadour voit des tentatives pour relancer la race, par croisement avec le cheval arabe. Une jument limousine alezane, nommée L'Embelle, est réputée pour avoir appartenu aux écuries personnelles de Napoléon Ier de 1806 à 1814 : il lui aurait donné la préférence pour chasser à Fontainebleau,. Napoléon fait envoyer en Limousin des étalons arabes ramenés d’Égypte. Au début du XIXe siècle, un petit groupe d'éleveurs limousins aisés, proches du pouvoir politique, parvient à faire fortune dans l'élevage équin, tandis que les autres trouvent la production des mules plus lucrative. Parallèlement, la forte demande en chevaux de cavalerie ne s'accorde pas avec les choix des garde-étalons des haras, qui privilégient le Pur-sang.
La création de courses hippiques à Pompadour à partir de 1820 est une motivation pour reprendre l'élevage, et quelques chevaux limousins se font un nom dans ce domaine. La race est alors croisée à des Pur-sangs (surtout de 1834 à 1838), ce qui augmente sa taille et la rend plus rapide sur les hippodromes en modifiant considérablement sa morphologie et son caractère, notamment en réduisant sa résistance. D'après Alexandre-Bernard Vallon, cela rend le cheval limousin moins recherché par les services de l'armée. L'hippologue André Sanson affirme lui aussi que ces croisements donnent de mauvais résultats. Dans le reste du pays, le cheval limousin subit la concurrence de l'Anglo-normand, plus populaire en raison de sa position de cheval à deux fins pouvant être aussi bien monté qu'attelé, à partir des années 1850.
Plusieurs auteurs du XIXe siècle parlent de la décadence du cheval limousin et de son « impossible résurrection » : les éleveurs tentent d'en préserver les derniers spécimens et de les croiser. D'après Daniel Roche, il s'agit d'une tentative de défendre la réputation de ce cheval de selle davantage que d'un véritable constat de disparition. Quelques facteurs concourent néanmoins à réduire les effectifs du cheval limousin : l'engouement pour le Pur-sang anglais et la recherche du « cheval à deux fins » pour la clientèle de luxe. L'élevage reste entre les mains de descendants d'aristocrates, qui cherchent à retrouver le prestige d'antan du cheval limousin sans y parvenir. Le haras de Pompadour, qui avait joué un grand rôle dans la propagation et la réputation de la race, devient le théâtre d'une expérience zootechnique menée par Eugène Gayot, qui désire créer un « pur-sang français », l'Anglo-arabe. La race limousine disparaît de son haras historique. Les autres éleveurs de la région emploient de plus en plus les croisements avec le Pur-sang.

### DuXXesiècleà nos jours
Au début du XXe siècle, le type historique du cheval limousin n'existe plus, et l'on parle de « demi-sang limousin » pour désigner les animaux issus de croisements avec le Pur-sang. Les véhicules à moteurs et la disparition des cavaleries militaires tendent à faire diminuer davantage encore les effectifs. Si la race limousine véritable est considérée comme perdue, il reste des chevaux de selle dans la région du Limousin, qui sont reconvertis dans les sports équestres.

## Description

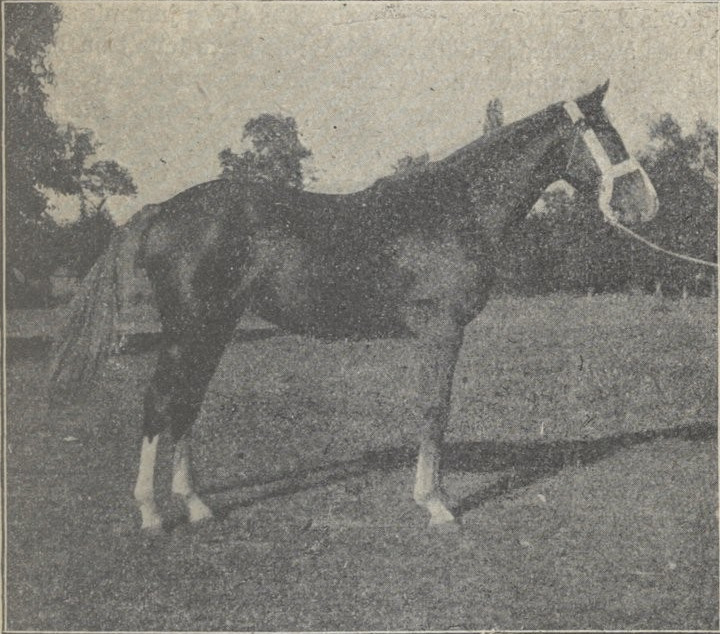
Pouliche limousine dans la 5e édition de Zootechnie. Races chevalines, par paul Diffloth, 1923.

Il est très proche du cheval d'Auvergne et surtout du Barbe (entre autres selon Buffon). Tous les auteurs s'accordent pour le décrire comme un cheval particulièrement élégant. Son milieu d'élevage en a fait un animal à l’ossature fine, influencé par des croisements avec des étalons Barbe, Andalou et Arabe. Il est également assez proche morphologiquement du cheval oriental.

### Morphologie
C'est un cheval svelte, de taille moyenne, à la longue tête carrée très fine, sèche, élégante et expressive, au chanfrein convexe et aux longues oreilles bien plantées, terminées en croissant. L'encolure est mince, un peu rouée, peu fournie en crins, légère et gracieuse, et le corps arrondi et rassemblé, proche de celui du Barbe mais un peu plus étoffé,,. Le poitrail est assez étroit, reins et dos tendent à être longs. La poitrine est bien cylindrée, et le ventre peu volumineux. Les hanches sont saillantes et la croupe tranchante. Les membres fins, nerveux et « solides comme l'acier » sont secs et musclés, bien conformés, avec des tendons denses et secs, mais un peu grêles à l'avant dans la partie inférieure. Les jarrets sont larges et clos, ce qui est fréquent chez les chevaux de montagne. Les paturons sont longs (ce qui rend ses allures en selle confortables), et terminés par de petits pieds bien conformés,. La peau est fine et couverte de poils ras. Au milieu du XVIIIe siècle et d'après les relevés du haras de Pompadour, les étalons mesurent environ 1,55 m à 1,57 m, et leur robe est très généralement baie, un peu plus rarement grise. D'autres auteurs anciens affirment qu'il toise de 1,48 m à 1,52 m au plus, car s'il est plus grand, il perd ses aplombs.

### Tempérament et entretien
Il est réputé léger, agile et docile, solide et rustique, adapté au combat et aux conditions de vie dans l'armée grâce à son intelligence et sa sobriété, et sûr dans les mauvais chemins. C'est un cheval tardif, de nombreux auteurs affirment qu'il ne faut pas le monter avant l'âge de sept ou huit ans. En contrepartie, il vit plus vieux que d'autres races et conserve l'aptitude à travailler jusqu'à un âge avancé, environ 25-30 ans,.

## Utilisations
Au Moyen Âge, les chevaux du Limousin servent pour la chasse au faucon et des courses sont organisées, mais rien n'atteste d'une utilisation en tournoi. Le comte de Pontchartrain précise qu'ils sont essentiellement destinés à la chasse, et aux seigneurs. Il n'est, en revanche, jamais employé comme cheval de trait. En effet, dans le Limousin, les labours sont réservés aux bœufs,. Par la suite, le cheval limousin est privilégié pour le dressage classique en manège et la guerre, il devient le cheval de selle des écuyers, des nobles et des officiers de cavalerie légère. Les poulains de la Haute-Vienne, surtout au XIXe siècle, sont plébiscités par les officiers de la cavalerie légère. L'arrivée des voitures hippomobiles et automobiles, puis la disparition de la cavalerie, forcent à lui trouver de nouveaux débouchés dans les courses de plat et d'obstacles, la chasse au sanglier et la chasse au loup, ainsi que les exercices militaires à l'origine des sports équestres.

## Diffusion de l'élevage

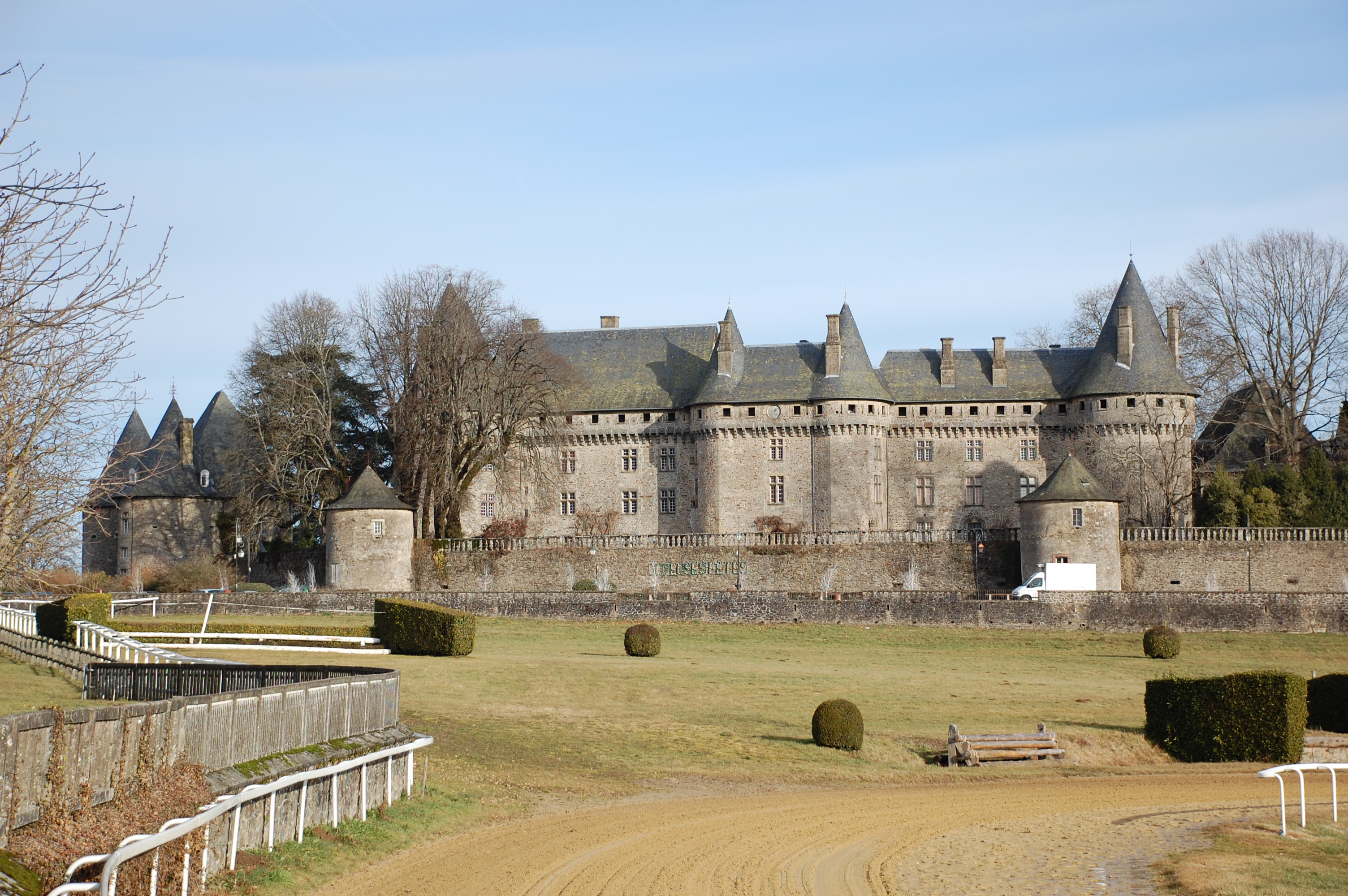
Le haras de Pompadour (ici, le château et une partie de la piste d'hippodrome) est historiquement le principal lieu d'élevage du cheval limousin.

Ces chevaux proviennent essentiellement de haras dans la région limousine, les plus célèbres durant le Grand Siècle sont celui du maréchal de Turenne au milieu du XVIIe siècle, et celui du marquis Joussineau de Tourdonnet près d'Ussel, visité par Henri IV en 1598. Le haras de Pompadour fournit aussi des chevaux pour l'armée, en particulier pour les conquêtes de Louis XIV. Ces animaux s'échangent sur des foires qui comptent parmi les plus importantes de France, comme celles de Châlus et de Limoges. Ce commerce n'est pas limité au Limousin : des chevaux y sont achetés pour être élevés dans l'Angoumois et le Périgord. C'est pourquoi, sans doute, certains auteurs affirment que la race se trouve également dans l'Auvergne et le Périgord. Néanmoins, l'ouvrage Equine Science (4e édition de 2012) classe le Limousin parmi les races de chevaux de selle peu connues au niveau international.
Au XIXe siècle, le Limousin reste l'une des principales régions d'élevage de France. Des marchands de chevaux venus du sud, du sud-ouest et de l'est viennent s'y approvisionner. La Haute-Vienne est le principal producteur. C'est d'ailleurs dans ce département que s'élèvent, d'après Alexandre-Bernard Vallon, les plus beaux représentants de la race. Ceux de la Creuse sont plus petits et moins distingués.